# Pheidole alfaroi
Pheidole alfaroi är en myrart som beskrevs av Carlo Emery 1896. Pheidole alfaroi ingår i släktet Pheidole och familjen myror. Inga underarter finns listade i Catalogue of Life.

## Bildgalleri

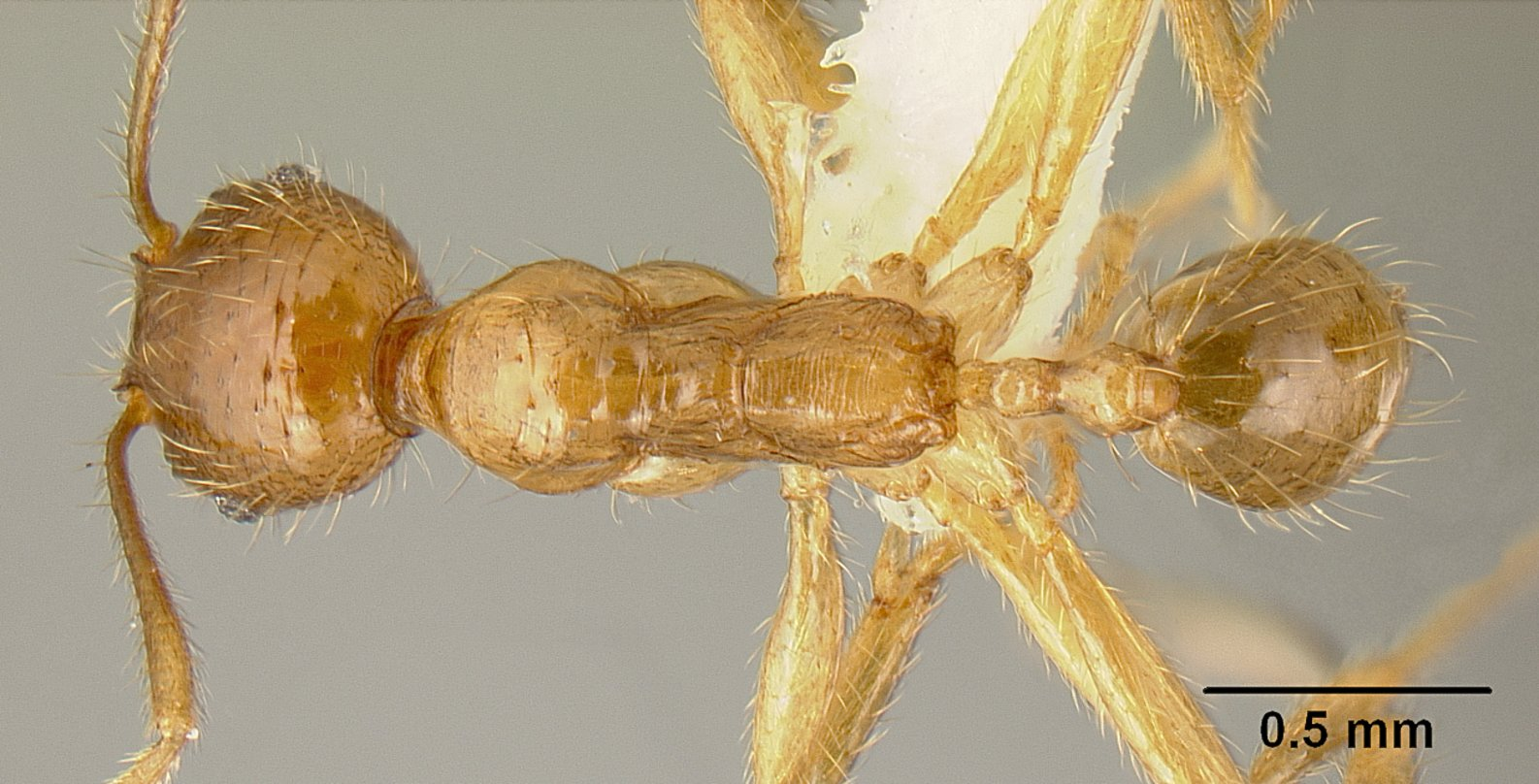
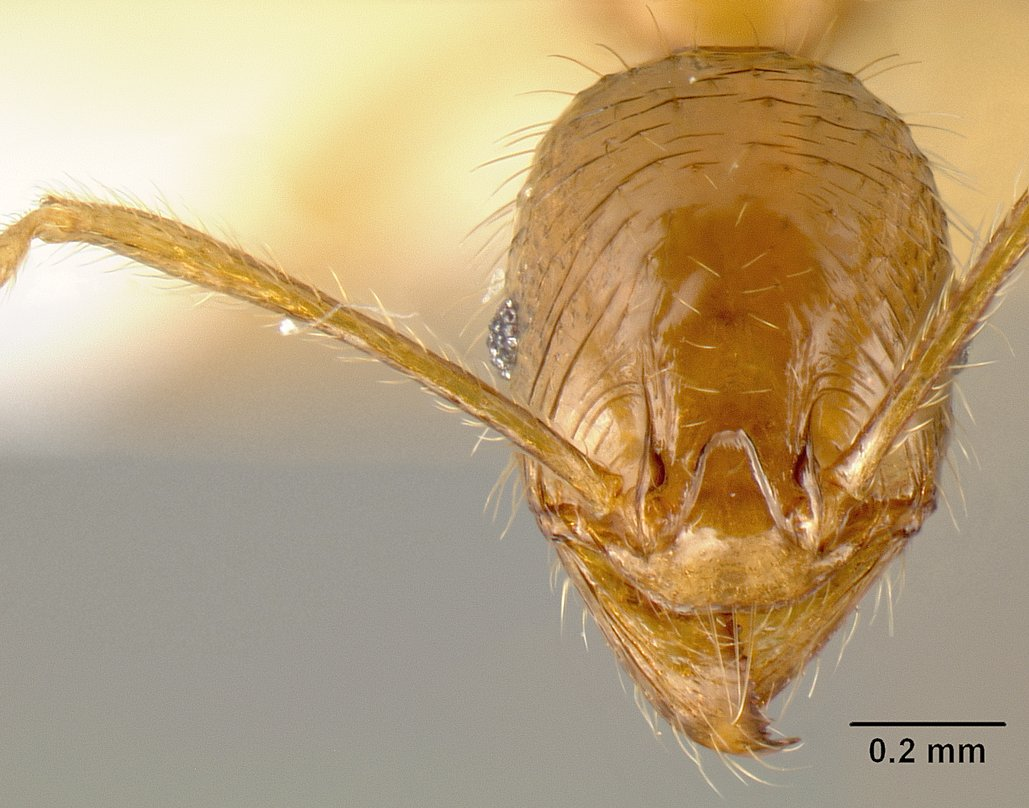
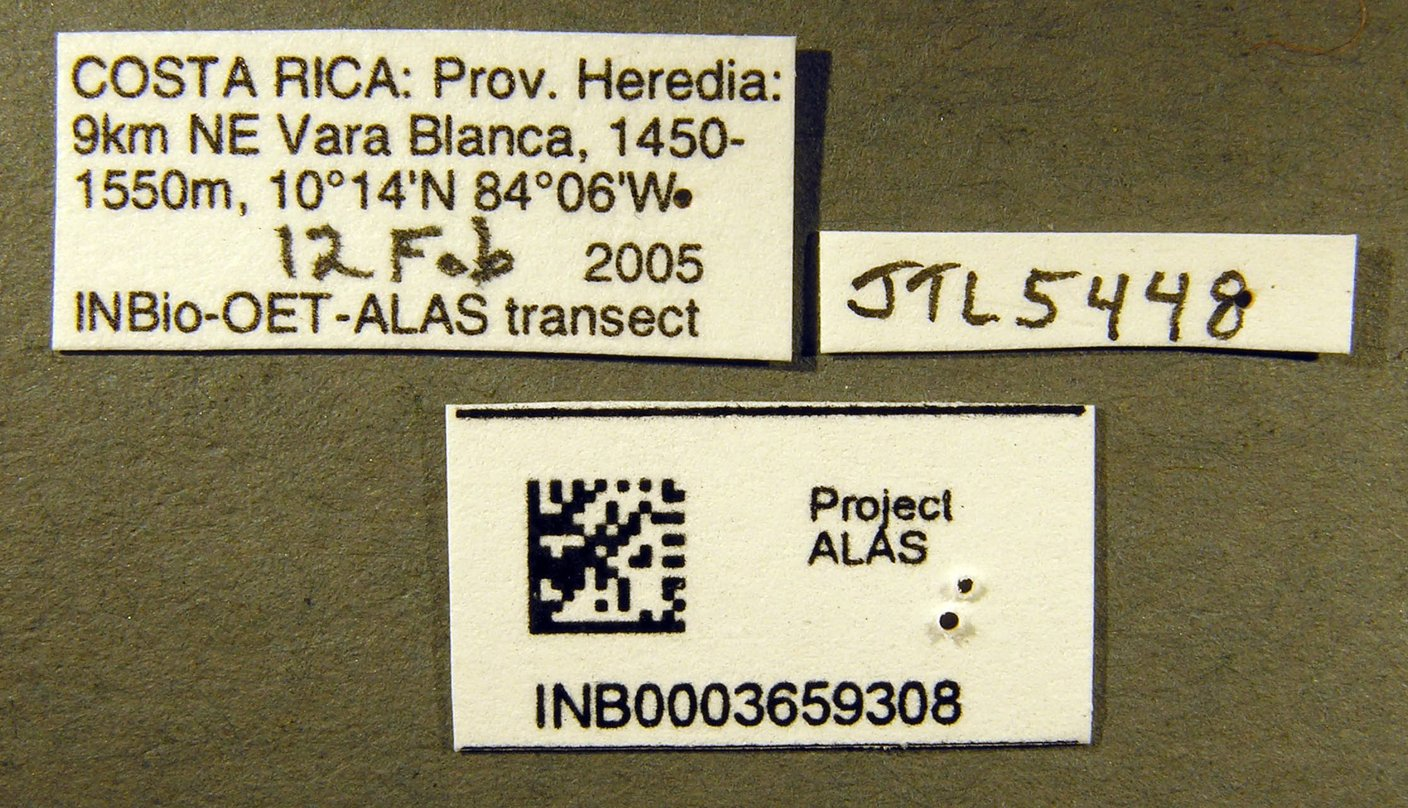
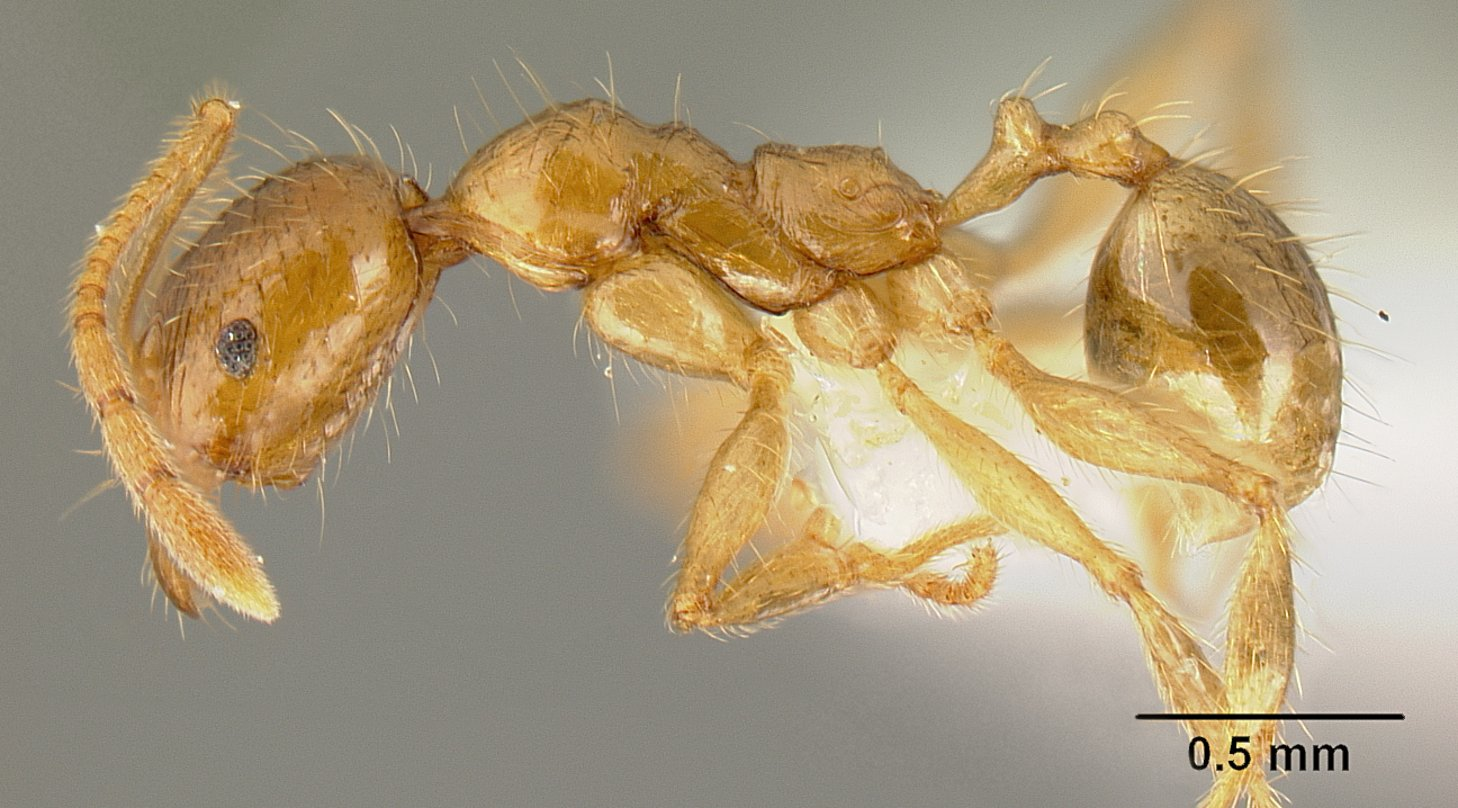
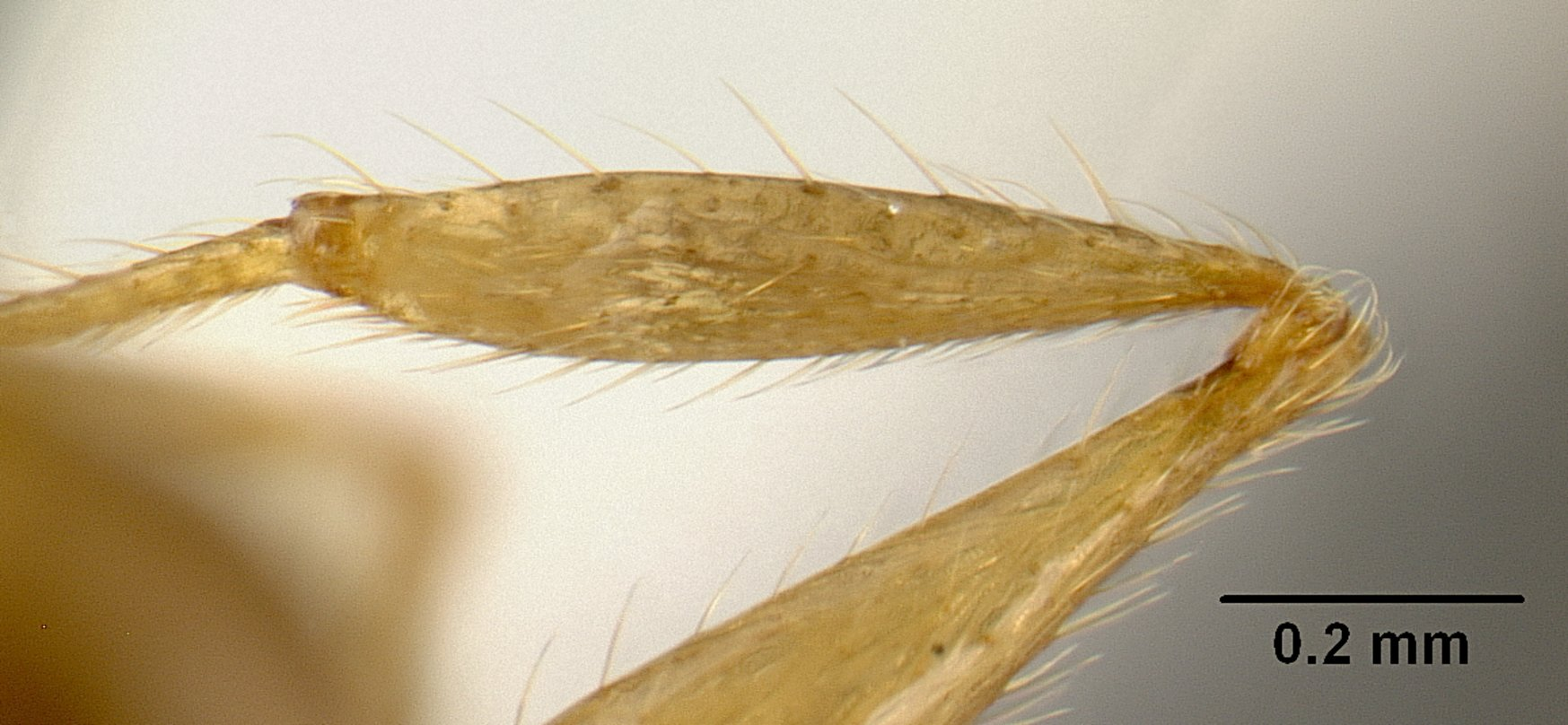
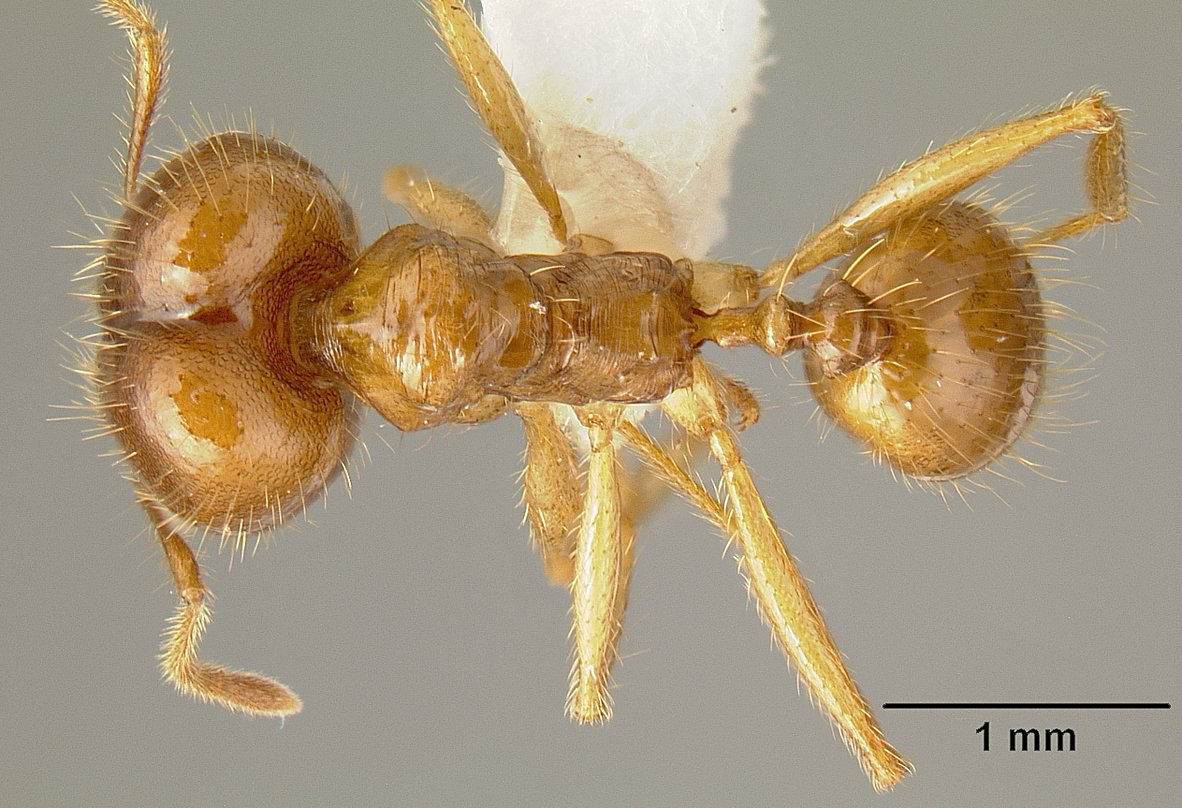